# Austrian Lightning Detection & Information System
ALDIS, Austrian Lightning Detection & Information System ist das österreichische Blitzortungssystem.
Beteiligte an diesem Projekt, das seit 1991 arbeitet, sind der ÖVE und die APG.
Das System erfasst mittels acht Sensoren, die über ganz Österreich verteilt sind, sämtliche Gewitterblitze. Die Sensoren befinden sich in Hohenems (VBG), Schwaz (Unterinntal, TIR), Hitzging (Gemeinde Eggelsberg im Innviertel OOE), Dobersberg (Waldviertel, NOE), Bad Vöslau (Wiener Becken, NOE), Niederöblarn (Ennstal, STM), Fürstenfeld (Oststeiermark, STM), und Nötsch (Gailtal, KTN). Jeder der Sensoren hat eine Reichweite von 400 km und eine Genauigkeit von 1 km. ALDIS arbeitet mit LS7000 Sensoren von Vaisala.
Seit 1998 werden am Sender Gaisberg mit einer entsprechenden Messanlage am Senderturm direkte Blitzeinschläge und deren Parameter wie Blitzstromverlauf systematisch gemessen. Im April 2014 wurde 20 m über der Türmerstube am Südturm des Stephansdoms ein Blitzstrom-Messsystem mit zwei Sensoren installiert, welches am Blitzableiter die Parameter der dort einschlagenden Blitze erfasst.
Mit diesem Projekt werden verschiedene Ziele verfolgt:
- Forschung über Entstehung und Auswirkung von Blitzen: Es können dadurch Blitzschutzanlagen weiterentwickelt werden.
- Gewitterwarnung: Schon bei Anzeichen für ein Gewitter können interessierte Stellen, wie Wetterdienste oder Flugüberwachung, gewarnt werden.
- Eine Archivierung sämtlicher Blitzeinschläge, sodass auch im Nachhinein nachvollzogen werden kann, wo um eine bestimmte Zeit Einschläge zu verzeichnen waren. Stark interessiert sind daran die Feuerversicherungen, die damit leichter kontrollieren können, ob es sich um Versicherungsbetrug handelt.

ALDIS ist in das gesamteuropäische Projekt EUCLID (European Cooperation for Lightning Detection) integriert.
Online ist es über den Umweltgefahrendienst HORA (hora.gv.at) des Lebensministeriums zugänglich.